# Who Do You Trust?
Who Do You Trust?  è il decimo album in studio del gruppo musicale statunitense Papa Roach, pubblicato il 18 gennaio 2019 dalla Eleven Seven Music.

## Descrizione
Il frontman Jacoby Shaddix ha dichiarato a Rock Sound che, poiché il loro tour con gli Of Mice & Men è fallito a causa del cantante Austin Carlile che si è ammalato, la band è andata in studio per registrare: "Così siamo entrati e abbiamo creato cinque o sei canzoni. Poi siamo tornati a giugno e luglio e ne abbiamo preso un'altra, abbiamo 12 canzoni - ci sono dei bangers". Il bassista Tobin Esperance ha affermato che l'obiettivo della band per l'album era quello "di spingerci ancora di più nei generi che ci ispirano di più: abbiamo raggiunto il luogo in cui abbiamo sempre desiderato essere, creando musica nuova ed eccitante. Inoltre, i due singoli di punta presentano "chitarre ritmiche pesanti e ganci accattivanti", mentre il singolo Not the Only One contiene "melodie e testi carichi emotivamente".
Renegade Music e il singolo Who Do You Trust? sono stati pubblicati il 5 ottobre 2018, Loudwire definisce il primo un "nuovo inno alla guida" e il secondo "aggressivo e accattivante", mentre il singolo Not the Only One ha accompagnato l'uscita dei dettagli dell'album

## Accoglienza
Wall of Sound diede all'album 8/10 scrivendo che i "Papa Roach continuano ad evolversi e ad uccidere il gioco con l'essere inventivi, ma con quello spirito da vecchia scuola, un compito così difficile da fare per alcuni".

## Tracce
1. The Ending – 3:29
2. Renegade Music – 3:29
3. Not the Only One – 3:25
4. Who Do You Trust? – 3:16
5. Elevate – 3:11
6. Come Around – 3:30
7. Feel Like Home – 3:10
8. Problems – 3:03
9. Top of the World – 3:53
10. I Suffer Well – 1:21
11. Maniac – 3:20
12. Better Than Life – 3:21

## Formazione
- Jacoby Shaddix – voce
- Jerry Horton – chitarra, cori
- Tobin Esperance – basso, cori
- Tony Palermo – batteria